# Diocesi di Quy Nhơn
La diocesi di Quy Nhơn (in latino Dioecesis Quinhonensis) è una sede della Chiesa cattolica in Vietnam suffraganea dell'arcidiocesi di Huê. Nel 2022 contava 77.271 battezzati su 4.714.370 abitanti. È retta dal vescovo Matthieu Nguyễn Văn Khôi.

## Territorio
La diocesi comprende le province vietnamite di Quang Ngai, Binh Dinh e Phu Yen. 
Sede vescovile è la città di Quy Nhơn, dove si trova la cattedrale dell'Assunzione di Maria Vergine.
Il territorio è suddiviso in 59 parrocchie.

## Storia
Il vicariato apostolico della Cocincina fu eretto il 9 settembre 1659, ricavandone il territorio dalla diocesi di Macao.
Il 2 marzo 1844 cedette una porzione del suo territorio a vantaggio dell'erezione del vicariato apostolico della Cocincina occidentale (oggi arcidiocesi di Hô Chí Minh) e nel contempo assunse il nome di vicariato apostolico della Cocincina orientale.
Il 27 agosto 1850 cedette un'altra porzione di territorio a vantaggio dell'erezione del vicariato apostolico della Cocincina settentrionale (oggi arcidiocesi di Huê).
Il 3 dicembre 1924 assunse il nome di vicariato apostolico di Quinhon in forza del decreto Ordinarii Indosinensis della Congregazione di Propaganda Fide.
Il 18 gennaio 1932 e il 5 luglio 1957 cedette ulteriori porzioni di territorio a vantaggio dell'erezione dei vicariati apostolici di Kontum e di Nha Trang (oggi entrambi diocesi).
Il 24 novembre 1960 per effetto della bolla Venerabilium Nostrorum di papa Giovanni XXIII il vicariato apostolico è stato elevato a diocesi e ha assunto il nome attuale.
Il 18 gennaio 1963 ha ceduto ancora una porzione di territorio a vantaggio dell'erezione della diocesi di Đà Nẵng.

## Cronotassi dei vescovi
Si omettono i periodi di sede vacante non superiori ai 2 anni o non storicamente accertati.
- Pierre Lambert de la Motte, M.E.P. † (29 luglio 1658 - 15 giugno 1679 deceduto)
- Guillaume Mahot, M.E.P. † (29 gennaio 1680 - 4 giugno 1684 deceduto)
  - Sede vacante (1684-1687)
- François Perez † (5 febbraio 1687 - 20 settembre 1728 deceduto)
- Alexandre de Alexandris, B. † (20 settembre 1728 succeduto - 10 ottobre 1738 deceduto)
  - Sede vacante (1738-1741)
- Arnaud-François Lefèbvre, M.E.P. † (6 ottobre 1741 - 27 marzo 1760 deceduto)
  - Sede vacante (1760-1762)
- Guillaume Piguel, M.E.P. † (29 luglio 1762  - 21 giugno 1771 deceduto)
- Pierre-Joseph-Georges Pigneau de Béhaine, M.E.P. † (24 settembre 1771  - 9 ottobre 1799 deceduto)
- Jean Labartette, M.E.P. † (9 ottobre 1799 succeduto - 6 agosto 1823 deceduto)
  - Sede vacante (1823-1827)
- Jean-Louis Taberd, M.E.P. † (18 settembre 1827 - 31 luglio 1840 deceduto)
- Sant'Étienne-Théodore Cuenot, M.E.P. † (31 luglio 1840 succeduto - 14 novembre 1861 deceduto)
  - Sede vacante (1861-1864)
- Eugène-Étienne Charbonnier, M.E.P. † (9 settembre 1864 - 7 agosto 1878 deceduto)
- Louis-Marie Galibert, M.E.P. † (23 maggio 1879 - 24 aprile 1883 deceduto)
- Désiré-François-Xavier Van Camelbeke, M.E.P. † (15 gennaio 1884 - 9 novembre 1901 deceduto)
- Damien Grangeon, M.E.P. † (21 marzo 1902 - 3 marzo 1929 dimesso)
- Augustin-Marie Tardieu, M.E.P. † (10 gennaio 1930 - 12 dicembre 1942 deceduto)
- Raymond-Marie-Marcel Piquet, M.E.P. † (11 novembre 1943 - 5 luglio 1957 nominato vicario apostolico di Nha Trang)
  - Sede vacante (1957-1960)
- Pierre Marie Phạm Ngọc Chi † (24 novembre 1960 - 18 gennaio 1963 nominato vescovo di Đà Nẵng)
- Dominique Hoàng Văn Đoàn, O.P. † (18 gennaio 1963 - 20 maggio 1974 deceduto)
- Paul Huỳnh Đông Các † (1º luglio 1974 - 3 giugno 1999 ritirato)
- Pierre Nguyễn Soạn † (3 giugno 1999 - 30 giugno 2012 ritirato)
- Matthieu Nguyễn Văn Khôi, succeduto il 30 giugno 2012

## Statistiche
La diocesi nel 2022 su una popolazione di 4.714.370 persone contava 77.271 battezzati, corrispondenti all'1,6% del totale.
| anno | popolazione | popolazione | popolazione | presbiteri | presbiteri | presbiteri | presbiteri                | diaconi | religiosi | religiosi | parrocchie |
| anno | battezzati  | totale      | %           | numero     | secolari   | regolari   | battezzati per presbitero | diaconi | uomini    | donne     | parrocchie |
| ---- | ----------- | ----------- | ----------- | ---------- | ---------- | ---------- | ------------------------- | ------- | --------- | --------- | ---------- |
| 1950 | 75.000      | 2.750.000   | 2,7         | 120        | 105        | 15         | 625                       |         | 87        | 67        | 66         |
| 1969 | 96.125      | 1.913.372   | 5,0         | 80         | 68         | 12         | 1.201                     |         | 104       | 264       | 40         |
| 1979 | 50.160      | 2.380.000   | 2,1         | 48         | 45         | 3          | 1.045                     |         | 5         | 302       | 33         |
| 1990 | 42.500      | 2.400.000   | 1,8         | 44         | 40         | 4          | 965                       |         | 14        | 261       | 39         |
| 2001 | 55.751      | 3.438.024   | 1,6         | 90         | 84         | 6          | 619                       |         | 9         | 275       | 37         |
| 2002 | 61.027      | 3.438.024   | 1,8         | 75         | 69         | 6          | 813                       |         | 6         | 297       | 37         |
| 2003 | 62.300      | 3.500.000   | 1,8         | 79         | 73         | 6          | 788                       |         | 6         | 321       | 37         |
| 2004 | 62.520      | 3.604.039   | 1,7         | 70         | 64         | 6          | 893                       |         | 6         | 315       | 36         |
| 2010 | 68.355      | 3.780.700   | 1,8         | 78         | 70         | 8          | 876                       |         | 8         | 194       | 47         |
| 2014 | 71.615      | 3.812.000   | 1,9         | 99         | 85         | 14         | 723                       |         | 14        | 230       | 50         |
| 2017 | 72.733      | 3.720.040   | 2,0         | 112        | 97         | 15         | 649                       |         | 16        | 271       | 54         |
| 2020 | 76.114      | 3.771.790   | 2,0         | 123        | 106        | 17         | 618                       |         | 19        | 296       | 57         |
| 2022 | 77.271      | 4.714.370   | 1,6         | 133        | 115        | 18         | 580                       |         | 20        | 335       | 59         |